# Клубный кубок UNCAF 1973
1. перенаправление Турнир Фратернитад 1973